# 多馬戈伊·安東利奇
多馬戈伊·安東利奇（1990年6月30日—）是一位克羅地亞足球運動員。在場上的位置是中場。他現在效力於沙特职业足球联赛球隊達馬克。他也代表克羅地亞國家足球隊參賽。